# Axinidris ghanensis
Axinidris ghanensis é uma espécie de inseto do gênero Axinidris, pertencente à família Formicidae.